# Defense of the Ancients
Defense of the Ancients (DotA) é um jogo eletrônico do gênero multiplayer online battle arena (MOBA), desenvolvido a partir de uma modificação em um mapa do jogo Warcraft III: Reign of Chaos e sua expansão Warcraft III: The Frozen Throne. O objetivo do jogo é que cada equipe destrua o "Ancestral" de seus oponentes, uma estrutura fortemente protegida no canto oposto do mapa. Os jogadores usam unidades poderosas conhecidas como "heróis" e são auxiliados por companheiros de equipe aliados e personagens controlados por IA. Assim como nos jogos de RPG, os jogadores aumentam o nível de seus heróis e usam o ouro para comprar equipamentos durante o jogo.
DotA tem suas raízes no mapa personalizado "Aeon of Strife" para StarCraft. O cenário foi desenvolvido com o Editor de Mundos de Reign of Chaos, e foi atualizado após o lançamento de sua expansão, The Frozen Throne. Houve muitas variações do conceito original, sendo o mais popular DotA Allstars, eventualmente simplificado para DotA. A modificação foi mantida por vários autores durante o desenvolvimento, com o designer pseudônimo conhecido como IceFrog mantendo o jogo desde meados dos anos 2000.
O DotA tornou-se um destaque em vários torneios mundiais, incluindo a BlizzCon da Blizzard Entertainment e o Asian World Cyber Games. A recepção crítica ao DotA foi positiva e foi considerado uma das modificações de jogos mais populares. DotA é amplamente atribuído como sendo a inspiração mais significativa para o gênero MOBA. A desenvolvedora americana de jogos Valve adquiriu os direitos de propriedade intelectual de DotA em 2009 para desenvolver uma franquia, começando com Dota 2 em 2013.

## Jogabilidade
DotA consiste em dois times batalhando um contra o outro: Sentinel e Scourge. Os jogadores do time Sentinel possuem uma base ao sudoeste do mapa, e os do time Scourge possuem uma ao canto nordeste. Cada base é defendida por torres e ondas de unidades (chamadas creeps) que guardam as passagens principais que levam a suas bases. Ao centro de cada base está o Ancient, uma construção que deve ser destruída pelo time adversário para que se ganhe o jogo.
Cada jogador controla um herói. Uma unidade poderosa com habilidades únicas. Em DotA, cada jogador de cada time pode escolher um entre cerca de 110 heróis, cada um com diferentes habilidades e vantagens táticas sobre outros. O jogo é altamente orientado ao jogo em equipe; é muito difícil que um jogador sozinho carregue o time à vitória. DotA permite que até dez jogadores participem ao mesmo tempo num formato de jogo cinco-contra-cinco e duas vagas adicionais para observadores.

### Mapa
É um mapa adaptado para combates entre heróis, muito jogado em LAN houses onde o Warcraft é muito popular. No início, escolherá um herói entre Sentinel (Night Elf) e Scourge (Undead). Note que há várias lojas com itens para ajudá-lo na luta.
Depois de segundos de jogo, aparecerão unidades que o ajudarão a atacar a base inimiga, do outro lado do campo (Sentinel no sudoeste, Scourge no nordeste do mapa). Você não pode controlar essas unidades. Mate as unidades do time oposto e seu herói irá subir de nível e aprender habilidades próprias. Para vencer, o Scourge deverá destruir as torres que defendem a base dos Sentinel (3 no total em cada line e 2 que protegem a World Tree) para depois destruir a própria World Tree. Para os Sentinelas, possuem os mesmos objetivos, apenas muda o fato de o objetivo final ser destruir a estrutura chamada Frozen Throne.

### Servidoresonline
Além do próprio servidor da Battlenet fornecido pela Blizzard, existe o Garena que você pode ser Host de sua partida, ou optar pelo RGC que existem Host Bot de boa conexão.

### Modos de jogo
O DotA permite que o jogador que criou a partida (host) escolha o modo de jogo da partida que será iniciada. Caso nenhum seja escolhido, o modo será o Normal e será reembolsado 175 gold após a escolha de um herói. Existem mais de 76 combinações de modos de jogo diferentes, combinando os modos de jogo a seguir.
- Normal Mode - Os heróis estarrão divididos entre os dois times, Sentinel não poderão escolher os heróis dos Scourge e vice-versa
- AP (All Pick) - Todos os heróis estarão disponíveis para serem selecionados por ambos os times
- AR (All Random) - Os heróis serão selecionados aleatoriamente para os jogadores
- SP (Shuffle Players) - Os jogadores dos times serão sorteados entre os times do Sentinel e do Scourge antes de selecionar os heróis
- EM (Easy Mode) - É o "modo fácil" do jogo, as torres dão menos dano, os creeps dão mais experiência que o normal
- SC (Super Creeps) - Neste modo, aparecerão Creeps especiais(mais fortes) que não podem ser controlados
- OM (Only MID) - Os creeps aparecerão somente na linha no meio, neste modo, as torres de top e bot estarão invulneráveis e não invocarão os creeps, mas continuam atacando os adversários que estejam ao seu alcance
- NB (No Bot) - Os creeps não aparecerão na parte de baixo do mapa, ou seja, as torres de bot estarão invulneráveis
- NT (No Top) - Os creeps não aparecerão na parte de cima do mapa, ou seja, as torres de top estarão invulneráveis
- CM (Captain Mode) - Onde os heros serão escolhidos pelo capitão de seu time(Azul e Rosa), sendo que ele também banirá heros, ou seja, ele escolherá os heros de seu time e os heros que o time adversário não poderá escolher
- DU (Duplicate Mode) - Onde o mesmo heroi pode ser escolhido mais de uma vez
- SO (Switch On) - Modo opcional onde se pode trocar de lugar com o outro time,por exemplo, em um jogo onde dois jogadores tenham saído(somente sendo possível caso os jogadores adversários não tenham destravado (-unlock), a troca de lugar é feita pelo comando "-switch #",onde # é a posição desejada( de 1 a 5 no mapa original)
- NS (No Swap) - Modo opcional onde não se pode trocar de herói com um aliado, caso não deseje jogar com o herói sorteado/escolhido para você
- MO (Meele Only) - Apenas heróis cujo alcance de ataque seja meele podem ser escolhidos
- RO (Range Only) - Apenas heróis cujo alcance de ataque seja range podem ser escolhidos

Obs.: Para se ver a posição desejada digite "-switch" e aparecerão as opções na tela.
Existem também os comandos de qualquer usuário, como:
- MS (Move Speed) - Você pode consultar sua velocidade dentro do jogo
- CS (Creep Score) - O número total de creeps que você farmou durante o jogo(tanto neutral quanto os normais)